# Палимпсест Архимеда
Палимпсест Архимеда — пергаментный палимпсестный кодекс, исходно содержавший записанные в X веке в Византии тексты Архимеда, некоторые из которых нигде более не встречаются, а также другие уникальные тексты. В XIII веке пергамент был использован повторно для записи христианских литургических текстов. Палимпсест был обнаружен в начале XX века и сейчас интенсивно исследуется.

## История рукописи
Копия произведений Архимеда была сделана около 950 года неизвестным византийским писцом. Вскоре после падения и разграбления крестоносцами Константинополя в 1204 году рукопись была переправлена в Иерусалим. В 1229 году оригинальный манускрипт был разъединён, очищен и отмыт, вместе с как минимум шестью другими рукописями, включая одну с речами Гиперида. Затем листы пергамента были сложены пополам и использованы для записи литургической книги, состоявшей из 177 страниц. Как минимум с XVI века рукопись находилась в палестинской лавре Саввы Освященного. До 1840 года Иерусалимская православная церковь переместила рукопись в свою библиотеку в Константинополе. Первым в Новейшее время на рукопись обратил внимание библеист Константин фон Тишендорф в 1840-х годах, заметивший в ней греческие математические термины. Он изъял из книги одну страницу, хранящуюся в настоящее время в Кембриджской университетской библиотеке. В 1906 году палимпсест изучал датский филолог Й. Л. Гейберг, сумевший установить принадлежность исходного текста Архимеду и то, что содержащиеся в рукописи произведения ранее считались утраченными. Гейберг сфотографировал страницы рукописи, которые затем издал в подготовленном им полном издании трудов Архимеда, вышедшем в свет в 1910—1915 годах. Впоследствии неустановленным образом палимпсест оказался во Франции.
С 1920-х годов рукопись находилась в парижской квартире коллекционера рукописей и его наследников. В 1998 году вопрос о праве собственности на рукопись разбирался в нью-йоркском суде в деле Греческий православный патриархат Иерусалима против Кристис. Требования первого основывались на том, что в прошлом рукопись хранилась в библиотеке, расположенной близ Иерусалима в лавре Саввы Освященного. Этот монастырь был приобретён патриархатом в 1625 году. Истец утверждал, что рукопись была украдена из одного из его монастырей в 1920-х годах. Судья К. Вуд приняла решение в пользу аукционного дома в связи с истечением срока исковой давности. После этого палимпсест был продан за 2 миллиона долларов неизвестному покупателю. Его представитель Саймон Финч (Simon Finch) сообщил, что это «американское частное лицо», работающее в «высокотехнологичной промышленности», но не Билл Гейтс. Немецкий журнал Der Spiegel сообщил, что покупателем является, вероятно, Джефф Безос.

## Современное изучение
Палимпсест Архимеда был предметом интенсивного изучения в Художественном музее Уолтерса в 1998—2008 годах. Также там были выполнены работы по консервации испорченной плесенью рукописи.
Команда учёных из различных лабораторий выполнила компьютерную обработку полученных в различных диапазонах изображений с целью выявить весь исходный текст. Они также оцифровали сделанные Гейбергом изображения. Был выполнен перевод текста. Было установлено, что после 1938 года один из собственников рукописи, вероятно с целью придать ей большую ценность, дополнил рукопись четырьмя миниатюрами в византийском стиле, сделав расположенный под ними текст навсегда нечитаемым. В 2005 году к рукописи были применены рентгенографические методы исследования, что позволило выявить новые слои текста. В апреле 2007 года было объявлено об обнаружении ранее неизвестного комментария к произведению Аристотеля, предположительно атрибутированного Александру Афродисийскому. Большая часть этого текста была прочитана в 2009 году.
С 2008 года полученные в ходе исследования палимпсеста изображения доступны на сайте проекта.

## Состав
Палимпсест включает следующие произведения Архимеда:
- О равновесии плоских фигур[англ.],
- О спиралях[англ.],
- Измерение круга[англ.],
- О шаре и цилиндре,
- О плавающих телах[англ.],
- Метод механических теорем[англ.],
- Стомахион.

Последние три произведения не известны нигде более. Помимо этого, в палимпсесте присутствуют речи Гиперида, комментарий к Категориям Аристотеля и другие произведения.